# 염정제
염정제(1993년 8월 28일 ~)는 대한민국의 성악가다.

## 방송
- 팬텀싱어 2 (2017) - Top16(14위)

## 공연
- 모닝콘서트 팬텀듀오의 세레나데 - 창원 (2019)
- Falling In Love 폴링인러브 (2019)
- 해설이 있는 클래식 렉쳐콘서트 Season III - 펜트&팬텀 - 인천 (2021)
- 베이스바리톤 염정제 독창회 - 대전 (2021)
- 온앤오프라인뮤직 <가을공감> 위로콘서트 (2021)
- 팬텀 오브 뮤지컬 - 함안 (2022)

## 수상
- 제1회 클래식스타리그 성악부문 1위 (2018)